# Coyhaique
Coyhaique (auch Coihaique) ist eine Stadt im Süden des südamerikanischen Anden-Staates Chile und die Hauptstadt der Región de Aysén (Region XI). Sie hat 49.968 Einwohner (2017) und liegt rund 1650 km südlich von Santiago.

## Geografie

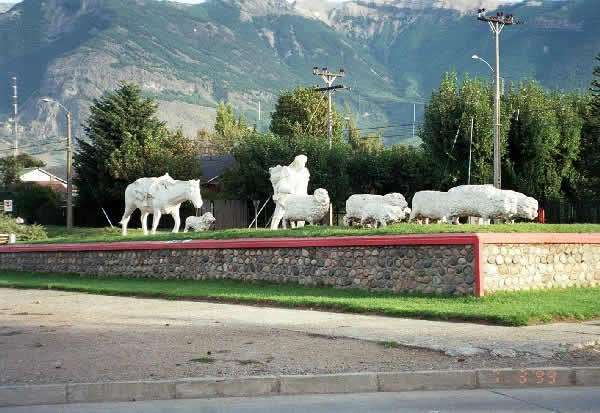
Coyhaique, Hauptstadt der Region Aysén, Monument der Schäfer

Die Stadt liegt am Zusammenfluss von Río Simpson und Río Coyhaique an einem waldreichen Tal. Die Fernstraße Carretera Austral führt hindurch.

## Geschichte
Die am 12. Oktober 1929 gegründete Stadt wurde schnell zum wichtigsten Ort in der Region. Über den Río Simpson konnte man leicht den Hafen Puerto Aysén erreichen. Dieser ist mittlerweile versandet. Die Schiffe legen heute in Puerto Chacabuco an.
Vor der Kolonisation lebten indigene Menschen vom Stamm der Chonos und Alacalufes in diesem Gebiet. Die neuen Siedler rodeten ab 1900 riesige Waldgebiete und es entstanden große Vieh- und Schafweiden.

## Wirtschaft
Coyhaique ist das Wirtschaftszentrum der Region. Die Stadt besitzt den Regionalflughafen Aereopuerto Teniente Vidal sieben Kilometer südlich der Stadt. Daneben befindet sich der Flughafen Balmaceda etwa 55 Kilometer südlich der Stadt.
Die Wälder bieten der Forstwirtschaft reichlich Holzbestände. In den Minen um Coyhaique wird Zink gefördert. Ansonsten ist der Tourismus die wichtige Einnahmequelle.

## Umweltschutz
Coyhaique ist die Stadt mit der höchsten Feinstaubbelastung (PM2,5) ganz Lateinamerikas. Die Gründe sind, dass 94 % der Bevölkerung Brennholz als Energiequelle zum Kochen und Heizen benutzt, und die geomorphologische Lage der Stadt in einem Becken, wo in den kalten Monaten die thermische Inversion eine Verteilung der Schadstoffe verhindert.
Umstritten war das seit 2001 geplante „Alumysa“-Projekt der kanadischen Firma Noranda Holding Ltd. und des Alumysa Joint Venture. Diese wollten im Gebiet um Coyhaique ein riesiges Aluminiumwerk errichten. Es sollte mit 2,75 Milliarden US-Dollar die größte private Investition in der Geschichte Chiles werden. Das Land selbst verfügt allerdings über keinerlei Bauxit zur Aluminiumherstellung, dieses müsste dann importiert werden. Umweltschützer befürchteten gravierende Umweltschäden durch die Abwässer dieser großen Industrieanlage. Nachdem sich auch die Lachsindustrie, die ihr Geschäft durch eine Verschmutzung der Gewässer bedroht sah, dagegen ausgesprochen hatte, gab das Konsortium sein Vorhaben 2006 endgültig auf.

## Klima
Das Klima ist geprägt von subpolaren Wintern, maritimem Wetter von der nahen Küste und kontinentalem Klima von der Anden-Seite.
|                       | Jan  | Feb  | Mär  | Apr  | Mai   | Jun   | Jul   | Aug   | Sep  | Okt  | Nov  | Dez  |   |       |
| Mittl. Tagesmax. (°C) | 19,1 | 19,8 | 17,1 | 13,2 | 9,0   | 5,7   | 5,6   | 8,2   | 11,3 | 13,8 | 15,8 | 17,8 | ⌀ | 13    |
| Mittl. Tagesmin. (°C) | 8,9  | 8,5  | 6,9  | 4,7  | 2,3   | 0,2   | −0,5  | 0,9   | 2,3  | 4,2  | 6,0  | 7,7  | ⌀ | 4,3   |
|                       |      |      |      |      |       |       |       |       |      |      |      |      |   |       |
| Niederschlag (mm)     | 56,8 | 44,1 | 70,9 | 95,2 | 113,6 | 141,5 | 111,1 | 103,8 | 64,6 | 73,7 | 56,7 | 59,9 | Σ | 991,9 |
|                       |      |      |      |      |       |       |       |       |      |      |      |      |   |       |
| Regentage (d)         | 13   | 10   | 13   | 15   | 19    | 19    | 19    | 18    | 14   | 15   | 14   | 13   | Σ | 182   |

| 8,9 |

| 8,5 |

| 6,9 |

| 4,7 |

| 2,3 |

| 0,2 |

| −0,5 |

| 0,9 |

| 2,3 |

| 4,2 |

| 6,0 |

| 7,7 |

| 8,9 |

| 8,5 |

| 6,9 |

| 4,7 |

| 2,3 |

| 0,2 |

| −0,5 |

| 0,9 |

| 2,3 |

| 4,2 |

| 6,0 |

| 7,7 |

| N i e d e r s c h l a g | 56,8 | 44,1 | 70,9 | 95,2 | 113,6 | 141,5 | 111,1 | 103,8 | 64,6 | 73,7 | 56,7 | 59,9 |
|                         | Jan  | Feb  | Mär  | Apr  | Mai   | Jun   | Jul   | Aug   | Sep  | Okt  | Nov  | Dez  |

## Tourismus
Um Coyhaique gibt es einen Nationalpark und nationale Reservate. Zu nennen sind hier der Rio Simpson (Nationalpark), sowie die nationalen Reservate Coyhaique und den Cerro Castillo. Viele Seen laden zu Besuchen ein, wie der Lago Castor y Pollux, Lago Caro, Lago Frio, Lago La Paloma, Lago Elizalde, Lago Caro und der Lago Atravesado.
Das Museum Museo Regional de la Patagonia zeigt die Geschichte Patagoniens mit ihrer indianischen Vergangenheit. Am Río Simpson befindet sich die „Piedra del Indio“ – ein Felsen mit einem Profil, das einem Indianer ähnelt.

## Persönlichkeiten
- Gabriel Ascencio (* 1953), Politiker
- Francisco Cayulef (* 1986), Rollstuhltennisspieler

## Städtepartnerschaft
- Comodoro Rivadavia,  Argentinien